# Todo Noticias
Todo Noticias (también conocido por sus siglas TN) es un canal de televisión por suscripción argentino, perteneciente al Grupo Clarín y operado por su subsidiaria Arte Radiotelevisivo Argentino.
Orientado al tratamiento de temas de actualidad, su programación se basa en noticieros permanentes, aunque tiene una variada programación de interés general como música, tecnología, política, deportes, relatos, investigaciones, economía, espectáculos, clima, y demás. Según IBOPE es el canal de noticias más visto de Argentina, superando a La Nación + y C5N. Al igual que El Trece, este canal forma parte de la Alianza Informativa Latinoamericana, a través del grupo de medios de Artear.

## Historia
TN inició sus transmisiones el 1 de junio de 1993 a las 7:00 a. m. con la conducción de los periodistas Luis Otero y Silvia Martínez. Una anécdota bien conocida es el hecho de que no debieron ser ellos los que arrancaran con las transmisiones, sino los periodistas Mario Mazzone y Mercedes Martí, los cuales quedaron "ciegos" luego de una prueba de luces antes de salir al aire y no pudieron cumplir el objetivo.
En el primer año de TN, transmitía en dúplex con Canal 13 el noticiero Telenoche, las transmisiones comenzaban a las 7:00 a. m. y finalizaban a la 1:00 a. m. En 1994 comenzaron a emitir programación las 24 horas del día.
TN fue el primer canal argentino en transmitir en vivo y en directo desde las Islas Malvinas en 1994 con Mónica Cahen D'Anvers, [cita requerida]y desde la Base Marambio en 1996, con Mario Markic en la Antártida Argentina.
En abril de 1996, cambió por primera vez su logo y diseño en pantalla, comenzando a utilizar el logo que lo haría reconocido. En 1998, cambió las gráficas en pantalla, manteniendo el logo. Renovó por tercera vez las gráficas en pantalla en 2001, retocando el ya clásico logo de TN. Un clásico de TN que mantienen desde sus comienzos son los Títulos, el resumen de las noticias más importantes del día, que se lleva a cabo durante todo el día cada media hora.
Desde 1998, TN tiene su sitio web, donde se encuentran videos de las noticias y la transmisión en vivo (desde 1998 a 2002 la dirección fue tn.com.ar; de 2002 hasta 2007, la dirección web de TN fue tn24horas.com.ar y desde 2007 en adelante hubo 6 versiones de tn.com.ar). A mediados de 2009, se cambió la web por una con formato de diario digital, con los videos de TN. La web se rediseñó en mayo de 2011.
Los estudios de los noticieros de TN, fueron virtuales y los conductores conducían frente a una pantalla azul de Croma; hubo 4 estudios de este tipo. En 2002, se inició un nuevo noticiero matutino llamado "TN de 7 a 10" y era emitido desde el pequeño mirador de El Trece. El resto de los noticieros usaban estudios virtuales. En 2005, junto con El Trece, estrenaron dos nuevos amplios miradores vidriados, con la ciudad de Buenos Aires y el nudo intercambiador de la Autopista 25 de Mayo y la Avenida 9 de Julio de fondo. Desde ese momento abandonaron ambos canales los estudios virtuales.
El 1 de junio de 2006, cuando TN cumplió 13 años al aire, cambió el logo por segunda vez y las gráficas por cuarta vez; además incorporó la tecnología de gráficas en pantalla Vizrt. Al mismo tiempo renovó algunos de sus noticieros. En noviembre del mismo año, se creó "TN y la gente", una web de TN donde ciudadanos suben sus videos y comparten las noticias. Este portal se sigue usando actualmente.
El 1 de junio de 2008, al cumplir 15 años, TN renovó su logo otra vez, además de su estética y gráficas. Un nuevo cambio de gráficas se produjo el 13 de septiembre de 2010. El logo en pantalla es muy parecido al anterior, el logo para identificadores, genéricos, cortinas y separadores es el mismo que el anterior.
El miércoles 1 de junio de 2011, comenzó a transmitir TN HD. Además se agregaron animaciones en 3D y efectos de "zoom" a la "T" del logo; días anteriores se modificaron en parte las gráficas del canal, específicamente los zócalos, adaptándolos al HD, además se ajustó el brillo del logo y se puso en pantalla el logo HD. También se cambió la mesa del estudio a una más larga y curvada con diseño de cubos y capacidad para 7 columnistas; este cambio se dio luego de mantener por 6 años la misma mesa en el estudio.
El lunes 31 de octubre del mismo año, se realizaron modificaciones en el estudio: se colocó un led de forma vertical y el texto en relieve "www.tn.com.ar" en el suelo del estudio debajo del escritorio. Además, el lunes 14 de noviembre de 2011, se convirtió en el primer canal de cable de la Argentina en colocar el ID "Atención, contenido no apto para niñas, niños o adolescentes".
El 26 de noviembre de 2012, la señal se relanza por completo, renovando su imagen institucional y estudios. Lo hizo durante la emisión de un programa especial desde las 7:00 a. m. hasta las 10:00 p. m. (UTC-3) con varios de sus presentadores figuras en algunos puntos del país.
En abril de 2013, marcó un récord en su historia: su sitio (TN.com.ar) alcanzó los 6 millones de usuarios únicos en internet, ubicándose como la cuarta marca de noticias más visitada de Argentina. El 5 de agosto de dicho año, relanza nuevamente su sitio web, esta vez crea uno más estilizado y adaptado a las nuevas tecnologías. Dicho cambio se llamó "Re-evolución TN"
Durante todos los cambios estéticos, se cambiaron las cortinas musicales de los noticieros, todas compuestas por Eddie Sierra. El locutor de TN desde hace años hasta la actualidad es Luis Albornoz, quien se encarga de promociones, spots institucionales y demás piezas del canal.
El eslogan de TN fue cambiando a través del tiempo. La frase "Periodismo Independiente" se usó desde el comienzo del canal hasta junio de 2011. En 2008, se impone un segundo eslogan, "Todos Nosotros", el cual sigue hasta ahora como eslogan del canal.
El 1 de junio de 2013, TN cumplió 20 años al aire. Por ello, lanzó un institucional al aire días antes. Ese día, TN festejó su 20º aniversario con un programa especial de 7:00 a. m. a 10:00 p. m., conducido por varios periodistas, además de entrevistas especiales con anécdotas de muchos periodistas, columnistas, técnicos y demás, junto con videos con saludos de toda la gente que trabaja para hacer posible que TN esté al aire. Además, en las tandas aparecieron videos de los principales periodistas contando alguna anécdota periodística o noticia que fue de impacto. También se agregó la leyenda "20 Años" al logo en pantalla hasta el 31 de mayo de 2014.
En abril de 2014, TN.com.ar recibió dos menciones de honor en la 18º edición de los Webby Awards, en las categorías Mejor Navegación y Estructura Web y Mejor Uso de Video. El sitio fue el único medio latinoamericano seleccionado entre 12 mil postulantes de más de 60 países.
El lunes 2 de junio de 2014, un día después de haber cumplido 21 años, TN renovó su programación renovando sus periodistas en distintos programas y segmentos. También renovó su estudio, por uno más grande, con mucha más escenografía y secciones. Ahora los conductores y columnistas tienen una mayor interacción entre ellos y con el estudio. Además, incorporó tecnología de avanzada para hacer croma key en movimiento.
El 31 de enero de 2016, durante el mediodía, ocurrió un incendio en el edificio de Artear, ubicado en Constitución, donde se encuentran las señales. El mismo obligó a la evacuación total de todas las oficinas de Artear, por lo que alrededor de la 1:35 p. m., El Trece, TN y los demás canales de la empresa, salieron del aire, incluso tras estar emitiendo en vivo. Según se informó, no hubo heridos de gravedad, y el origen del incendio se dio en un cuarto de utilería, que habría afectado algunos estudios y oficinas dentro del edificio. El canal volvió al aire a las 4:14 p. m. con la transmisión desde la ciudad costera de Mar del Plata del programa de Almorzando con Mirtha Legrand, que había sido interrumpido en vivo. Sin embargo, a los pocos minutos, la señal se volvió a caer, restableciéndose más tarde. En cuanto a TN, la señal volvió al aire pasadas las 4:30 p. m., en una transmisión de emergencia desde las afueras del edificio, así también como el mensaje que la actual Ministra de Seguridad Nacional Patricia Bullrich, dio en el lugar del siniestro.
El 28 de marzo de 2016, TN renovó su programación y el cambio de conductores en la mayoría de sus franjas horarias y el 1 de agosto del mismo año también renovó su logo, muy parecido al anterior, las gráficas y diseños de pantalla. Luego de la reformulación, en diciembre del mismo año estrenan una nueva escenografía en el clásico mirador.
El 1 de junio de 2018, TN cumple 25 años y estos lo celebraron con una serie de entrevistas a las caras más visibles del canal, mostrando estas durante los noticieros de aquel día. Además se empezó a mostrar el logotipo de 25 años en el canto superior derecho de la pantalla, manteniéndolo hasta fin de año. En agosto, por motivo de las celebraciones, modifican la programación y estrenan noticieros junto al cambio de algunos conductores de varios segmentos.

## Controversias

### Relación y conflictos con los gobiernos de Néstor Kirchner y Cristina Fernández
El 27 de agosto de 2004 la Coalición por una Radiodifusión Democrática, presenta su «iniciativa ciudadana por una ley de radiodifusión para la democracia», que consta de 21 puntos y sus fundamentos, por lo que también se la conoce como "los 21 puntos". El 20 de mayo de 2005, Néstor Kirchner renovó las licencias de los principales medios de radiodifusión, con el objetivo de "darles previsibilidad, seriedad y tranquilidad", según sus propias palabras. Por aquel entonces, el Grupo Clarín y el resto de los grandes medios eran acríticos (A excepción de Editorial Perfil y el periódico porteño La Nación) con el gobierno de Kirchner.
En marzo de 2008, tres meses después de la asunción de Cristina Fernández de Kirchner, el conflicto con el sector agropecuario “provocó un giro en el tratamiento” de TN y el Grupo Clarín hacia el Gobierno, que cambió “de positivo a negativo”. La sanción de una nueva ley de radiodifusión fue uno de los puntos que figuraban en la plataforma electoral presentada por el Frente para la Victoria para las elecciones presidenciales de 2007. Desde el 16 de abril de 2008, hubo encuentros para comenzar el debate público y político sobre los "21 puntos", antes de la creación del proyecto de ley. En marzo de 2009, el gobierno de Cristina Fernández de Kirchner impulsó un proyecto de Ley de Servicios de Comunicación Audiovisual, basado en estos 21 puntos, que reemplazaría a la legislación entonces vigente. De acuerdo con sus impulsores, el objetivo era desconcentrar el mercado de la radiodifusión y facilitar la entrada de nuevos inversores, medios comunitarios y asociaciones sin fines de lucro –hasta entonces imposibilitadas–, así como contemplar nuevas tecnologías como la digitalización. El texto propuesto se redactó sobre la base de los "veintiún puntos básicos por el derecho a la comunicación", que fueron consensuados después de una prolongada serie de debates entre especialistas y organizaciones sociales.
De acuerdo con la ley propuesta, el Grupo Clarín, debería ceder 236 de las 264 licencias en su poder, en el plazo previsto por la legislación. Desde su presentación oficial, TN se refirió a la misma como la “Ley de control de medios”, “Ley contra los medios”, “Ley K de medios” e incluso la “Ley de medios K”, desconociendo su origen plural. La campaña contra la norma fue acompañada de una serie de spots y coberturas periodísticas en donde se alertaba de que “TN puede desaparecer”. Gabriel Mariotto, interventor del Comfer, se refirió a esta posible "desaparición" de la señal y explicó que la nueva ley no obliga a hacerlo y que "TN puede ser la señal propia del cable Multicanal, no necesariamente tiene que desaparecer". El periodista Jorge Lanata aclaró que "Clarín puede optar por el cable o Canal 13, y si optan por el cable pueden tener hasta diez canales. Nadie dice que hay que cerrar TN”.
También en marzo de 2009, Artear, la empresa de contenidos audiovisuales del Grupo Clarín, denunció que las señales de TN sufrieron interferencias "intencionales". El diario Clarín recordó que el problema ocurrió "en medio del debate por el anteproyecto de Ley de Servicios Audiovisuales que presentó el Gobierno para reemplazar a la Ley de Radiodifusión vigente", intentando trazar una conexión entre ambos hechos. Luego de varios días de denuncias, la empresa Intelsat -que maneja las señales satelitales afectadas desde Washington, Estados Unidos- concluyó que "la señal intrusa no provenía de Argentina" y que las fallas en la señal de Artear "habrían sido provocadas por un ensayo técnico realizado por un operador centroamericano"; a finales de 2010, en una edición de Telenoche, se aclaró brevemente que la interferencia había sido efectuada por una empresa radiotelevisiva mexicana.
El 5 de febrero de 2010, la presidenta Cristina Fernández de Kirchner, acusó durante una conferencia de prensa a Todo Noticias de censurarla y de formar parte de "un operativo desánimo", al sostener que cortaron la transmisión de otra conferencia suya, el 3 de febrero, cuando afirmó que "los accionistas de Clarín están investigados por lavado de dinero". Todo Noticias alegó haber transmitido la conferencia de prensa completa, sin interrupciones y como prueba -aunque sin mostrar la grabación del noticiero de ese día- repitió varias veces fragmentos de la conferencia en los que la mandataria se refería al Grupo Clarín.
Días antes de la aprobación de la Ley de Medios Audiovisuales, a causa de ello, Todo Noticias utilizó eslóganes como "TN puede desaparecer" y "¿Tendremos noticias?", los cuales aparecieron en dos spots en contra de la mencionada ley.
Con la asunción del nuevo gobierno la señal ha sido considerada afín al mismo, llegando a censurar y levantar del aire a entrevistados cuando estos criticaban al gobierno.

### Retirada de su señal en Venezuela
En 2017, la señal de TN fue retirada en Venezuela por orden de la Comisión Nacional de Telecomunicaciones (Conatel), debido a la cobertura de las protestas en aquel país.

## Logotipos

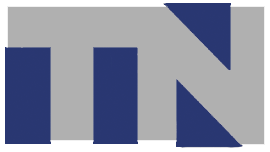
1993 - 1996
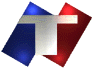
1996 - 2001
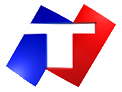
2001-2012 (con variantes)
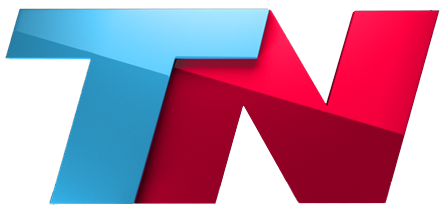
2012-2016
Desde 2016

## Periodistas

### Especialistas del canal en cada área
| Rubro                | Periodista |
| -------------------- | --- |
| Automovilismo        | Matías Antico |
| Campo                | Mauricio Bartoli, Eleonora Cole |
| Ciencia y salud      | Guillermo Lobo y Nelson Castro |
| Deportes             | Marcelo Fiasche, Diego Ruscitti, Nicolás Singer, Sergio Chiarito, Pablo Gravellone, Juan Butvilofsky, Santiago Martella, Alejandro Parmo, Pablo Cecchini, Gustavo Baabour, Pablo Brunetto, Ricardo Caruso Lombardi, Daniela Lichinizer y Santiago Alonso |
| Ecología             | Agustina López |
| Economía             | Marcelo Bonelli y Florencia Barragán |
| Espectáculos         | Alejandra Peñalva, Mariana Mactas, Javier Fabracci, Cecilia Martí, Cecilia Absatz, May Martorelli, Sofía Kotler y Flor Ferrero. |
| Historia y escritura | Charlie López, Silvana Stabielli y Eduardo Lazzari |
| Internacionales      | Carolina Amoroso, Gonzalo Báñez y Elena García Benlloch |
| Jubilados            | Silvia Arce |
| Judiciales           | Sergio Farella, Lucía Salinas y Rodrigo Alegre |
| Moda                 | Carla Rodríguez |
| Música               | Carlos Iogna Prat, Fernando Vigo, Nazarena Di Serio y Fernando Molinero |
| Policiales           | Ricardo Canaletti, Sebastián Domenech y Ignacio González Prieto |
| Política             | Edgardo Alfano, Adrián Ventura y Gonzalo Aziz |
| Psicología           | Miguel Espeche |
| Realeza y Vaticano   | Rodolfo Vera Calderón |
| Religión             | Sergio Rubin |
| Sexualidad           | Georgina Borges |
| Social               | Daniel Malnatti , Nazarena Di Serio, Gustavo Barco y Mario Markic. |
| Tecnología           | Federico Wiemeyer, Santiago do Rego, Jason Mayne, Mariana Segulín y Julio López (ciberseguridad) |
| Tiempo y clima       | Matías Bertolotti, Marina Fernández, Marina Señuk, José Bianco y Fernando Confessore |
| Tránsito             | Alejandro Ramos y Daiana Lombardi |
| Jardinería           | Felipe Castro |
| Vida sana y running  | Leonardo Mourglia |

- Mario Mactas tenía su columna en "TN de 10 a 13", donde analizaba temas de actualidad, llamada "El Toque Mactas" hasta su fallecimiento.

### Corresponsales
- Nieves Zuberbühler (corresponsal en Nueva York)
- José María del Pino (corresponsal en Chile y Estados Unidos)
- Virginia Priano (corresponsal en Milán)

### Noteros
- Ana Ortiz
- Marcos Barroca
- Julio Bazán
- Sandra Borghi
- Nazarena Di Serio
- Sebastián Domenech
- Norberto Dupesso
- Bruno Yacono
- Javier Fabracci
- José Fulugonio
- Martín González
- Pablo Cecchini
- Gustavo Barco
- Ignacio González Prieto
- Nuria González Rouco
- Cecilia Insinga
- Federico Wiemeyer
- Sofía D' Espósito
- Darío Lopreite
- Luis Otero
- Sergio Rubin
- Javier Lozano
- Silvia Martínez
- Mario Massaccesi
- Dominique Metzger
- Marcelo Bartoli
- Ignacio Otero
- Sofia Kotler
- Marcelo Peláez
- Agustina López
- Julia D' Arriso
- Daiana Lombardi
- Nicolás Singer
- Pablo de León
- Sergio Farella
- Daniel Malnatti
- Cecilia Absatz
- Giuliana Salguero
- Alejandro Costanzo
- Gustavo Tubio
- Fernando Vigo
- Manuel Jove
- Jimena Pérez
- Julián Obaya
- Rodrigo Saliva
- María Eugenia Duffard
- Martín Ciccioli
- Alan Ferraro
- Mariana Segulín
- Guido Martínez
- Fernando Molinero
- Luciana Geuna
- Valeria Sampedro
- Carolina Amoroso
- Pablo Gravellone
- Pablo Brunetto
- Paula García
- Lorena Maciel
- José Inesta
- Paula Bernini
- Analía Elefante
- Santiago Martella
- Belisario Martínez

### Periodistas y/o conductores que trabajaron en TN
- Silvina Sterin Pensel (Corresponsal en New York)  (2014-2020)
- Alfredo Leuco (2015-2021)
- Diego Poggi (2016-2021)
- Marcela Pagano (2018-2021)
- Catalina Bonadeo (2017-2022)
- María Areces (2000-2018)
- Agustina Muda (2005-2022)
- Ernesto Arriaga (1993-2017)
- Eddie Fitte (2011-2017)
- Miguel Bossio (2011-2014)
- Santo Biasatti (1993-2017)
- Mónica Cahen D'Anvers (1993-2003)
- Canela (1996-2019)
- Sandra Capel (2009-2011)
- Osvaldo Bazán (2003-2023)
- Gabriela Carchak (1998-2007)
- Fernando Carnota (2003-2016)
- Beto Casella (2003-2004)
- Hernán Castillo (2011-2016)
- Carlos Di Pietrantonio (2020-2022)
- Claudia Cherasco (1996-2003)
- Bebe Contepomi  (1993-2023)
- Marcela Coronel (1999-2017)
- Alfredo Costa (2014-2016)
- Catalina Dlugi (1993-2016)
- Emiliano Espinoza (2004-2018)
- Sergio Elguezábal (1993-2014)
- Florencia Etcheves (1994-2018)
- Antonio Fernández Llorente (1993-1999)
- Pablo Ferreira (1993-2009)
- Melina Fleiderman (2002-2005)
- Matias Ghinone (2008-2015)
- Pepe Gil Vidal (1993-2022)
- Marcela Giorgi (2008-2009)
- Alfredo Goijman (1993-1999)
- Liliana Hendel (1993-2010)
- Claudio Korob (1994-2004)
- Antonio Lescano (1993-1994)
- Diego Leuco (2015-2023)
- Verónica Lozano (2003-2004)
- Luis Majul (1993-1995)
- Marley (1993-2002)
- Natalia Marquiegui (2006-2021)
- Mercedes Martí (1993-2002)
- Silvia Martínez Cassina (1993-2022)
- Roberto Mayo (1993-2004)
- Juan Miceli (1993-2010)
- Patricia Molina (2005-2010)
- Enrique Monzón (1993-1999)
- Diego Morán (1993-2004)
- Norma Morandini (1993-1999)
- María O´Donnell (2008-2009)
- Eleonora Pérez Caressi (2005-2023)
- Roberto Pettinato (2003-2013)
- Guillermo Poggi (1997-2015)
- Andrés Repetto (1997-2009)
- Eduardo Rodríguez (1993-2008)
- Magdalena Ruiz Guiñazú (2008-2011)
- Mauricio Saldivar (1993-2014)
- Franco Salomone (2006-2018)
- Ángel Sotera (2009-2017)
- Gustavo Sylvestre (1993-2011)
- Mauro Szeta (2006-2013)
- Laura Tortú (1993-1999)
- Nicholas Tozer (1993-1996)
- Ernesto Tenenbaum (2008-2016)
- Mirta Tundis (1993-2013)
- Diego Valenzuela (2006-2010)
- Juan Manuel Varela (2001-2017)
- Juan Pablo Varsky (1993-1997)
- Any Ventura (2003-2004)
- Ariel Wolman (1994-2003)
- Juan Yankilevich (1993-2000)
- Sofía Terrile (2022-2024)
- Santiago Fioriti (2017-2024)
- Rolando Barbano (2019-2024)
- Nicolás Wiñazki (2016-2024)
- Cecilia Boufflet (2020-2024)
- Sergio Lapegüe (1993-2024)
- Leo Paradizo (2018-2025)

### Periodistas fallecidos
- Edgardo Antoñana (1998-2017)
- Julio Blanck (1996-2018)
- Luis Clur (1993-1999)
- Roberto Di Chiara (1993-2006)
- Sergio Gendler (1993-2019)
- Jorge Guinzburg (1993-2008)
- César Mascetti (1993-2003)
- Mario Mazzone (1993-2007)
- Débora Pérez Volpin (1993-2017)
- Magdalena Ruiz Guiñazú (1996-2022)
- Enrique Sdrech (1993-2003)
- Marcelo Zlotogwiazda (2008-2019)
- Enrique Pinti (2011-2012)
- Jorge Lanata (2019-2024)
- Damian Martino (2017-2025)
- Mario Mactas (2006-2025)

## Señal en alta definición
Desde el 6 de junio de 2011, el canal Todo Noticias empezó sus transmisiones en HD (sujeto a disponibilidad técnica y geográfica de Cablevisión), lo que lo convierte en el primer canal de noticias y primer canal de pago argentino en transmitir nativamente en alta definición.
Desde el 2 de noviembre de 2015, TN HD fue incluido en la grilla de programación de DirecTV en el canal 1716.

## Premios

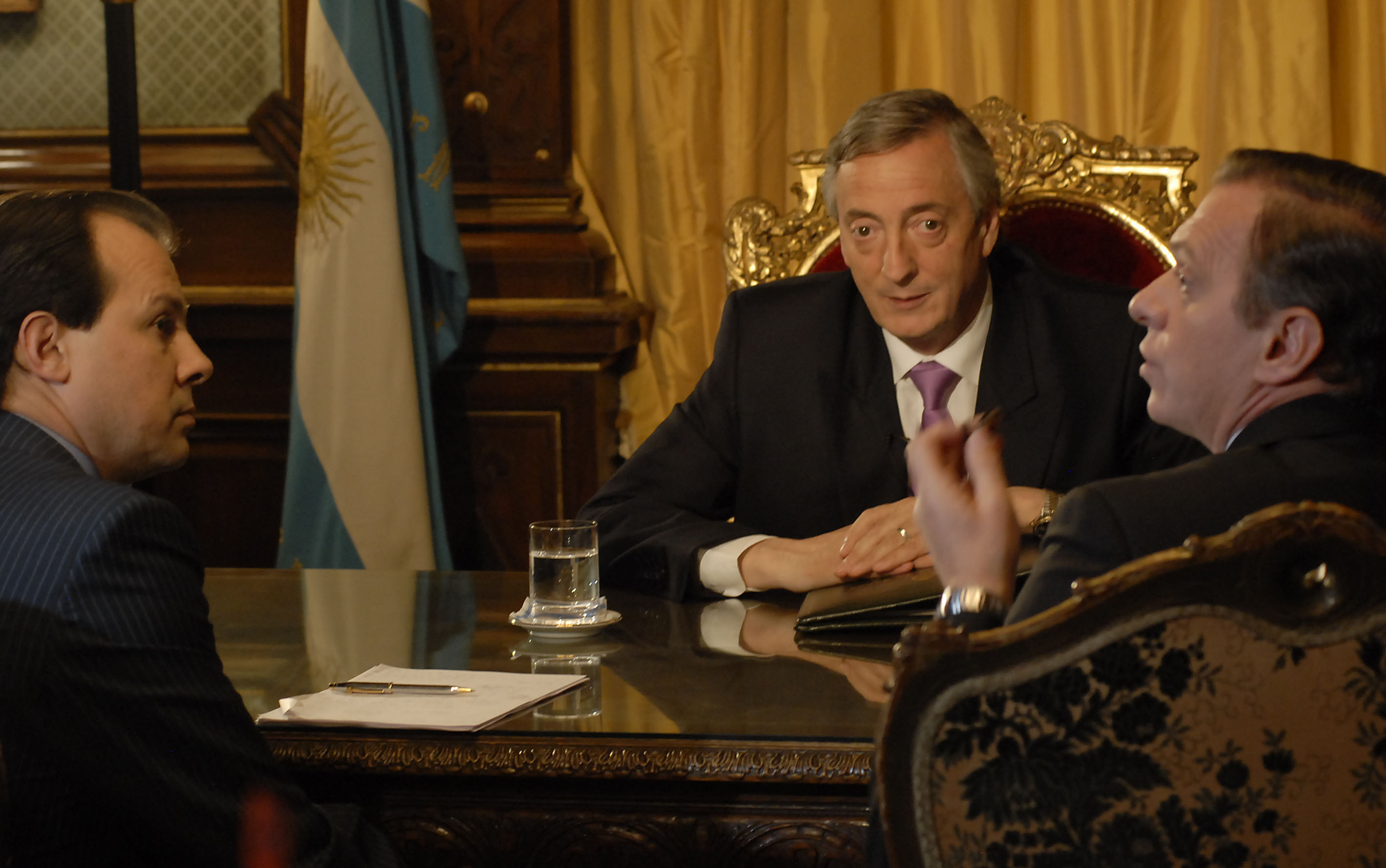
Néstor Kirchner entrevistado por el programa "A dos voces", el día 5 de diciembre de 2007, en la víspera de la finalización de su mandato y a meses del Conflicto con el Campo.

El canal ha sido premiado en numerosas ocasiones con el premio Martín Fierro, el máximo galardón de la televisión argentina, tanto en general como por programas concretos; en particular. A dos voces, un ciclo periodístico conducido por los periodistas Marcelo Bonelli y Gustavo Sylvestre, recibió el premio Martín Fierro en 5 oportunidades, además de los premios FUND TV, Broadcasting 2000 y ATVC. Todo Noticias recibió, además, una mención del Senado de la Nación Argentina por haber sido el primer canal de noticias en llegar a la Base Marambio, en la Antártida Argentina.